# Esteban Velásquez
Esteban Velásquez, né le 26 décembre 1962 à Calama, est un professeur et homme politique chilien, sénateur depuis le 11 mars 2022.
Figure nationale du régionalisme, il devient conseiller municipal de Calama avec le Parti pour la démocratie en 2000. En 2004, il démissionne du parti et n'est pas réélu conseiller. Lors des élections de 2008, en tant qu'indépendant proche des régionalistes, il est élu maire de Calama. Il est réélu en 2012.
En 2016, candidat à un troisième mandat en tant qu'indépendant sans le soutien des régionalistes, il démissionne un mois après sa défaite. En 2017, il rejoint la Fédération régionaliste verte sociale et est élu député la même année. Il est député entre 2018 et 2022. En 2021, il est candidat et élu sénateur dans la 3e circonscription sénatoriale (région d'Antofagasta).

## Biographie

### Famille et études
Esteban Velásquez est né le 26 décembre 1962 à Calama. Son frère Hernán fut conseiller municipal de la commune entre 2008 et 2016 et membre de l'Assemblée constituante de 2021.
Il mène ses études primaires à l'école O'Higgins et ses études secondaires à l'Institut Obispo Luis Silva Lezaeta à Calama. Il a complété ses études supérieures à l'Université de Tarapacá, où il devient professeur d'État en 1985, et en 1989, il obtient diplôme en orientation pédagogique, et en 1996, une maîtrise en éducation, spécialisée en administration de l'éducation.

### Parcours professionnel
En 1986, un an après avoir obtenu son diplôme d'enseignant, il travaille au lycée Domingo Santa María d'Arica, fonction qu'il occupe jusqu'en 1989. En 1990, il retourne dans sa ville natale de Calama, où il est professeur et conseiller pédagogique à l'école Juan Pablo Segundo jusqu'en 1992.
En 1993, il est le directeur d'une école privée subventionnée à Calama, fonction qu'il occupe jusqu'en 2000. Entre 2001 et 2004, il est directeur régional du Conseil national d'aide et de bourses scolaires.
En 2005, après ne pas avoir été réélu aux élections de 2004, il est nommé directeur de l'école "Catherine Booth" de l'Armée du Salut de Calama.

### Parcours politique

#### Conseiller municipal de Calama
Militant du Parti pour la démocratie, il est candidat aux élections municipales de 2000, lorsqu'il se présente à la mairie de Calama avec le soutien de son parti. Il est élu conseiller de la commune avec 1 407 voix (2,69%).
En 2004, il démissionne du Parti pour la démocratie et se présente à nouveau à la mairie de Calama. Il obtient 14 749 voix (29,84%), mais n'est pas élu.

#### Maire de Calama

##### Premier mandat
Lors des élections municipales d'octobre 2008 (es), il est élu maire en tant que candidat indépendant, au sein de la liste « Pour un Chili propre », dirigée par le Parti régionaliste des indépendants (es) (PRI). Il est élu avec 21 277 voix, c'est-à-dire 43,3 % des voix. Il a cette fois-ci battu son adversaire aux élections municipales de 2004, Arturo Molina.
Le 29 août 2011, il mène une grève majeure à Calama avec le mouvement citoyen local, et qui exige que les ressources minières restent dans la municipalité et la région. Il bloque l'accès aux mines à plusieurs reprises avec le mouvement citoyen. La grève amène à l'élargissement des avenues, la construction du nouvel hôpital Carlos Cisterna, le stade Zorros del Desierto.
En tant que maire, il a également été coordinateur de l'Association des maires du Nord, réunis sous la devise « Un Nord ».

##### Deuxième mandat
Lors des élections municipales d'octobre 2012, il est candidat à un second mandat, en tant qu'indépendant, investi par le Parti progressiste (PRO). Il est réélu avec 23 769 voix, soit 58,10% des voix.
Lors de son second mandat, il est membre de la « Commission consultative présidentielle sur la décentralisation et le développement régional », créée le 4 avril 2014 par la présidente Michelle Bachelet.

##### Troisième candidature et échec
Lors des élections municipales d'octobre 2016, il décide d'être candidat à sa propre réélection en tant que maire de Calama. Cette fois-ci, il se présente en tant que candidat indépendant, sans le soutien d'un parti.
A l'issue de l'élection, il obtient seulement 7 293 voix (21,68%) et n'est pas réélu. Après avoir perdu l'élection, il démissionne de son mandat de maire le 16 novembre, un mois après l'élection, afin d'être candidat à la Chambre des députés.

#### Député
Initialement, Esteban Velásquez souhaitait initialement être candidat avec le parti du Pouvoir citoyen (es) et la coalition du Front large, mais il rejoint entre temps la Fédération régionaliste verte sociale.
En août 2017, il dépose la candidature dans la 3e circonscription, de la région d'Antofagasta. Il mène une campagne avec une petite équipe, notamment dans sa commune natale de Calama. À l'issue de l'élection, il est élu avec 10 603 voix (6,20%).
Pendant son mandat de député, il est membre de la Commission permanente des mines et de l’Énergie, du Développement social, à lutte contre la pauvreté et planification, l'Éthique et de la transparence. Il fut également à l'initiative de plusieurs projets importants, comme les premiers et troisièmes retraits des fonds de pension, la redevance minière, l'impôt sur les super-riches, la fin du secret bancaire pour les hauts fonctions et la fin des contributions politiques secrètes.

#### Sénateur
En août 2021, il enregistre sa candidature au Sénat, avec son parti de la Fédération régionaliste verte sociale, dans la 3e circonscription sénatoriale (région d'Antofagasta).
Lors des élections de novembre 2021, il est élu sénateur dans la circonscription, au sein de la coalition Approbation dignité, avec 39 580 voix (21,15%). Il prend ses fonctions le 11 mars 2022.
Il est membre de la commission des Mines et de l'Énergie, du Gouvernement, de la décentralisation et de la régionalisation, ainsi que de la commission spéciale pour les personnes âgées.

## Vie privée
Il est marié à Annabella Lizama et père de trois enfants.